# São Clemente de Silvares
São Clemente de Silvares ist ein Ort und eine ehemalige Gemeinde (Freguesia) im Norden Portugals.
São Clemente de Silvares gehört zum Kreis Fafe im Distrikt Braga. Die Gemeinde hatte eine Fläche von 2,5 km² und 573 Einwohner (Stand 30. Juni 2011).
Am 29. September 2013 wurden die Gemeinden Silvares (São Clemente) und Antime zur neuen Gemeinde União das Freguesias de Antime e Silvares (São Clemente) zusammengeschlossen.